# Chick Corea Elektric Band
La Chick Corea Elektric Band è stata una band jazz fusion, che ha visto come fondatore e leader il pianista Chick Corea.
Dopo l'esperienza di gruppo (1971-1978) con la band Return to Forever, nel 1986 Chick Corea ha messo insieme la Elektric Band, con cui ha "popolarizzato" il genere girando il mondo fino al 1999. Dopo una lunga pausa, la formazione originale si è riunita per incidere l'album To the Stars, basato sull'omonimo racconto di L. Ron Hubbard e pubblicato nel 2004.
L'album di debutto della band può essere inserito nella categoria jazz-rock, anche se lo stile è influenzato dal jazz tradizionale e da quello jazz-rock (fusion) degli anni '70. Nel contempo il sound delle tastiere è quello tipico degli anni '80. La sezione ritmica è costituita da Dave Weckl alla batteria e John Patitucci al basso elettrico, cui in studio si aggiungono le chitarre di Scott Henderson e Carlos Rios.
L'album successivo, Light Years, pubblicato nel 1987, segue una linea affine al genere funk, modificando, rispetto all'album precedente, le sonorità e le combinazioni ritmiche. Frank Gambale entra come membro effettivo della band sostituendo i chitarristi Scott Henderson e Carlos Rios, che comunque ha registrato alcuni brani, mentre a completare la formazione viene chiamato il sassofonista Eric Marienthal (fino a quel momento impiegato nella band Disney): il disco mostra quella che può essere considerata la lineup definitiva della band.
Il terzo album, Eye of the Beholder, va su registri più leggeri. Qui Corea, oltre a suonare il piano, usa largamente i sintetizzatori. Gambale suona la chitarra acustica in alcune tracce, dando ai brani un suono influenzato dal flamenco come in Eternal Child.
Il quarto album, Inside Out, pubblicato nel 1991, è caratterizzato da alcune tracce che rientrano nella categoria dell'hard bop più che della fusion. Il brano in quattro parti, Tale of Daring, che chiude l'album, presenta melodie diverse e improvvisazione libera.
Un ulteriore album, Beneath the Mask, pubblicato nel 1991, ritorna sulla linea jazz-funk, come avvenuto in Light Years.
Per l'album successivo, Elektric Band II: Paint the World, pubblicato nel 1993, a Corea e Marienthal, unici rimasti della formazione originaria, si innestano Gary Novak alla batteria, Jimmy Earl al basso e Mike Miller alla chitarra. Lo stile dell'album va sul jazz contemporaneo, passando dal post-bop alla fusion, fino ad un genere vicino al Kind of Blue di Miles.
Nel 1996, la band ha collaborato con la Steve Vai's Monsters per registrare una versione del brano Rumble da West Side Story, per un album-tributo pubblicato dalla RCA Victor, intitolato The Songs of West Side Story.
I membri originari della band si sono riuniti nel 2004 per l'album To the Stars, con uno stile affine all'hard bop e all'avant-garde jazz, come nell'album Inside Out.
Dopo l'ultimo album, la band ha tenuto vari tour con Victor Wooten al basso, che ha sostituito John Patitucci fino al suo rientro.
Dopo la scomparsa di Chick Corea i membri originari stanno preparando un album postumo che includerà le migliori performance dei concerti negli ultimi tour.

## Formazione principale
- Chick Corea - pianoforte, tastiere, Piano Rhodes
- John Patitucci - basso
- Dave Weckl - batteria
- Frank Gambale - chitarra
- Eric Marienthal - sassofono

## Discografia
- 1986 - The Chick Corea Elektric Band (GRP Records)
- 1987 - Light Years (GRP Records) - Grammy Award for Best R&B Instrumental Performance
- 1988 - Eye of the Beholder (GRP Records)
- 1990 - Inside Out (GRP Records)
- 1991 - Beneath the Mask (GRP Records)
- 1993 - Elektric Band II: Paint the World (GRP Records)
- 2004 - To the Stars (Stretch Records)